# Marc Libbra
 (septembre 2012).
Si vous disposez d'ouvrages ou d'articles de référence ou si vous connaissez des sites web de qualité traitant du thème abordé ici, merci de compléter l'article en donnant les références utiles à sa vérifiabilité et en les liant à la section « Notes et références ».
Marc Libbra, né le 5 août 1972 à Toulon (Var), est un footballeur français. Formé à l'Olympique de Marseille, il évolue au poste d'attaquant du début des années 1990 au milieu des années 2000.
De 2012 à 2017, il est consultant pour La chaîne L'Équipe.

## Biographie
Issu du centre de formation de l'Olympique de Marseille, Marc Libbra prend part à son premier match en équipe première face au Lille OSC le 1er mai 1992 (victoire 0-1). Il est ensuite prêté pour une saison au FC Istres. De retour à l'OM, le club est rétrogradé en D2 à la suite de l'affaire OM-VA. Marc Libbra devient alors titulaire. Lors de la Coupe UEFA 1994-1995, il marque un doublé lors du match retour face au FC Sion. Son association en attaque avec Tony Cascarino permet à l'OM de retrouver la D1 en 1996 et Libbra participe alors à sa première saison complète en première division.
En 1998, Libbra est poussé vers la sortie à la suite des arrivées de différents attaquants tels que Christophe Dugarry et Fabrizio Ravanelli. Il rejoint En Avant de Guingamp mais quitte le club au bout de six mois pour rejoindre l'AS Cannes en deuxième division. Il marque 10 buts en 30 matchs au cours de la saison 1998-1999. À la fin de la saison, il signe au Toulouse FC et obtient la montée en première division en étant un acteur majeur.
En début d'année 2001, il s'envole pour l'Écosse dans le club d'Hibernian, où il retrouve ses compatriotes Franck Sauzée, David Zitelli ou Frédéric Arpinon où il égalise contre le Celtic peu après sa première rentrée en jeu. Il y reste que six mois mais laissa de bons souvenirs avec notamment une finale de Cup. Il quitte l'Écosse pour l'Angleterre où il rejoint Norwich City qui évolue en seconde division. Il prend part à 38 rencontres toutes compétitions confondues et marque 7 buts. Il devient la coqueluche des supporters grâce à son but contre Man. City seulement 11 secondes après ses débuts pour le club. Le club échoue en finale de play-off mais Libbra laisse un excellent souvenir aux fans de Norwich.
Au bout d'un an, il fait son retour en France en signant à l'US Créteil, en D2, puis au Gazélec Ajaccio en National. Il finit sa carrière en Écosse, au Livingston FC.

## Reconversion
Marc Libbra fait partie de l'équipe de France de beach-soccer entre 2006 et 2007 ainsi que de l'OM Star Club depuis 2006.
En 2009, il rejoint le groupe Canal+ en qualité d'homme de terrain des matchs diffusés sur Foot+ et intervient dans les émissions d'Infosport+. En juillet 2011, il est chroniqueur dans l'émission de radio After Foot sur RMC.
Depuis 2012, il est consultant pour La chaîne L'Équipe. Il annonce début juillet 2017 ne plus faire partie de la chaîne sur Twitter. Il se reconvertit ensuite en tant qu'agent artistique, dans le marché de l'art contemporain.

## Palmarès

### En club
- Champion de France en 1992 avec l'Olympique de Marseille
- Champion de France de Division 2 en 1995 avec l'Olympique de Marseille
- Finaliste de la Coupe d'Écosse en 2001 avec Hibernian FC
- Vice-champion de France de Division 2 en 1996 avec l'Olympique de Marseille

### EnÉquipe de France de plage
- 3e de la Coupe du monde de beach soccer en 2006

### Distinction individuelle
- Meilleur buteur de la coupe de France en 1996 (5 buts)